# SNV
SNV (sau VSS) este un font folosit pe indicatoarele rutiere din mai multe țări europene, printre care și în România, în mod obligatoriu, pe toate drumurile publice. Fontul a fost definit de Asociația Elvețiană a Experților în Trafic Rutier (German: Vereinigung Schweizerischer Strassenfachleute, VSS) și Asociația Elvețiană pentru Standardizare (Schweizerische Normen-Vereinigung, SNV). 
În Elveția acest font nu se mai folosește, fiind înlocuită pe indicatoare de ASTRA-Frutiger începând cu anul 2003. Este folosită în continuare în Belgia, Bulgaria, Luxemburg, România și fostele țări iugoslave: Bosnia-Herțegovina, Croatia, Kosovo, Macedonia, Muntenegru, Serbia și Slovenia.

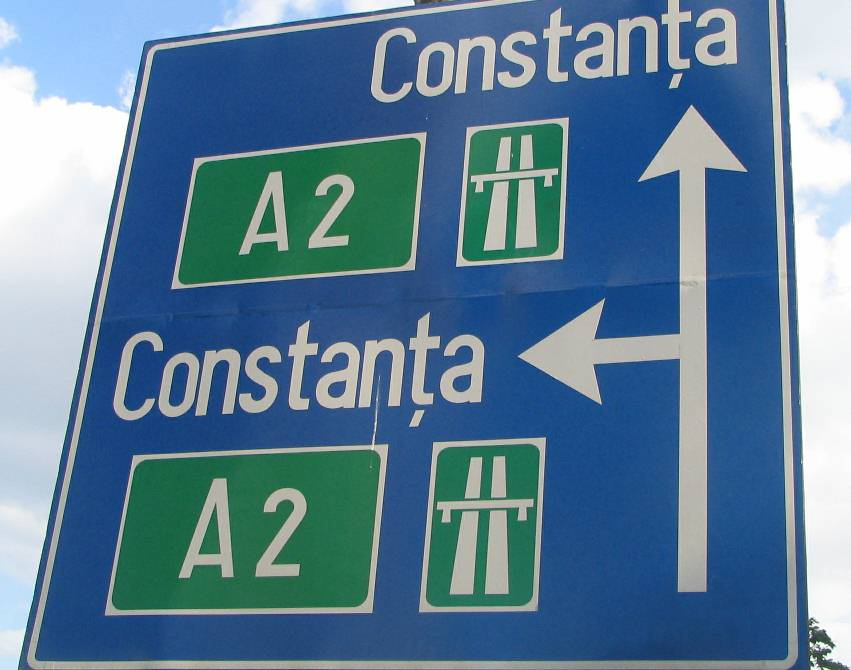
România
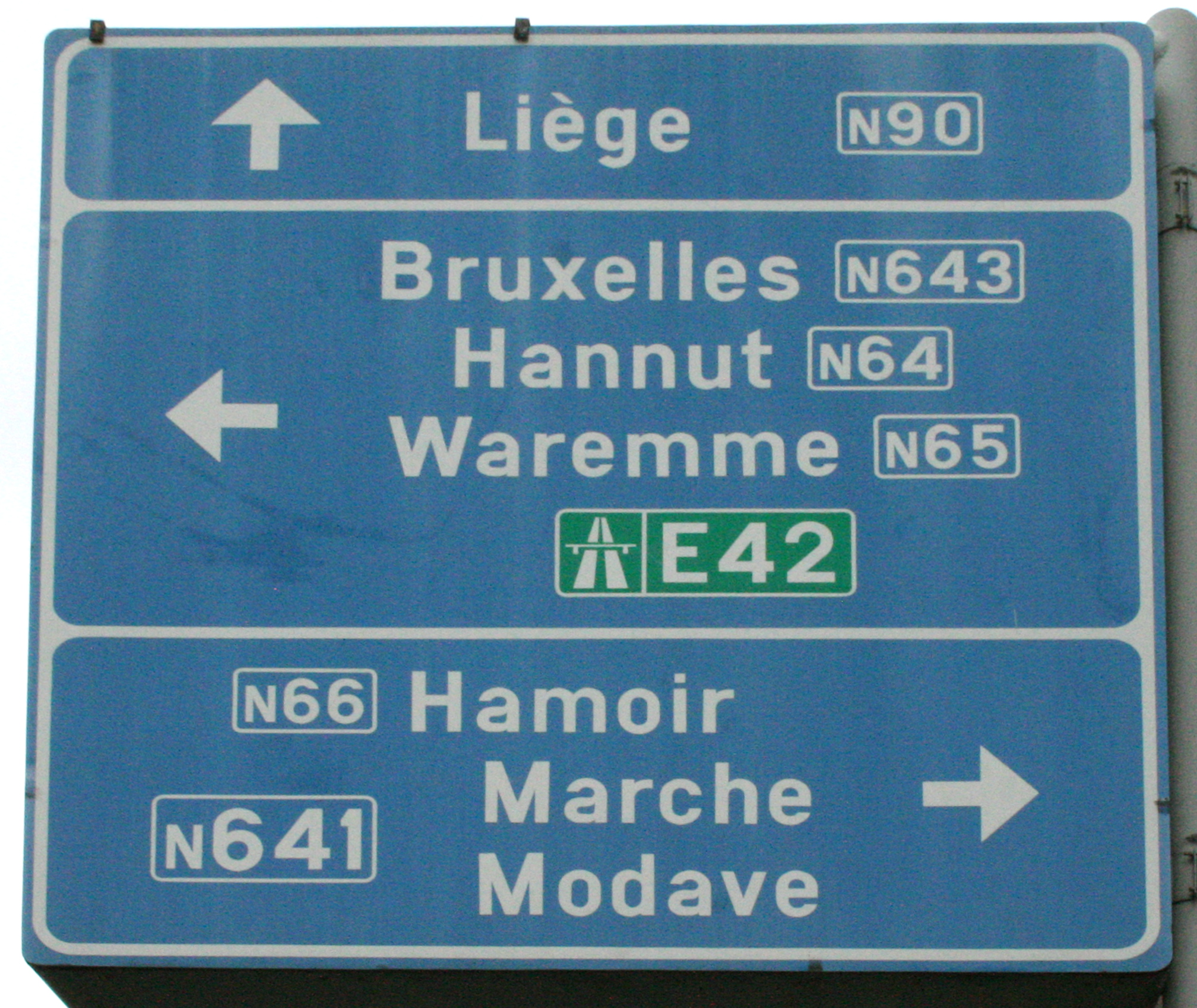
Belgia
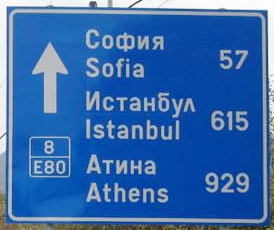
Bulgaria
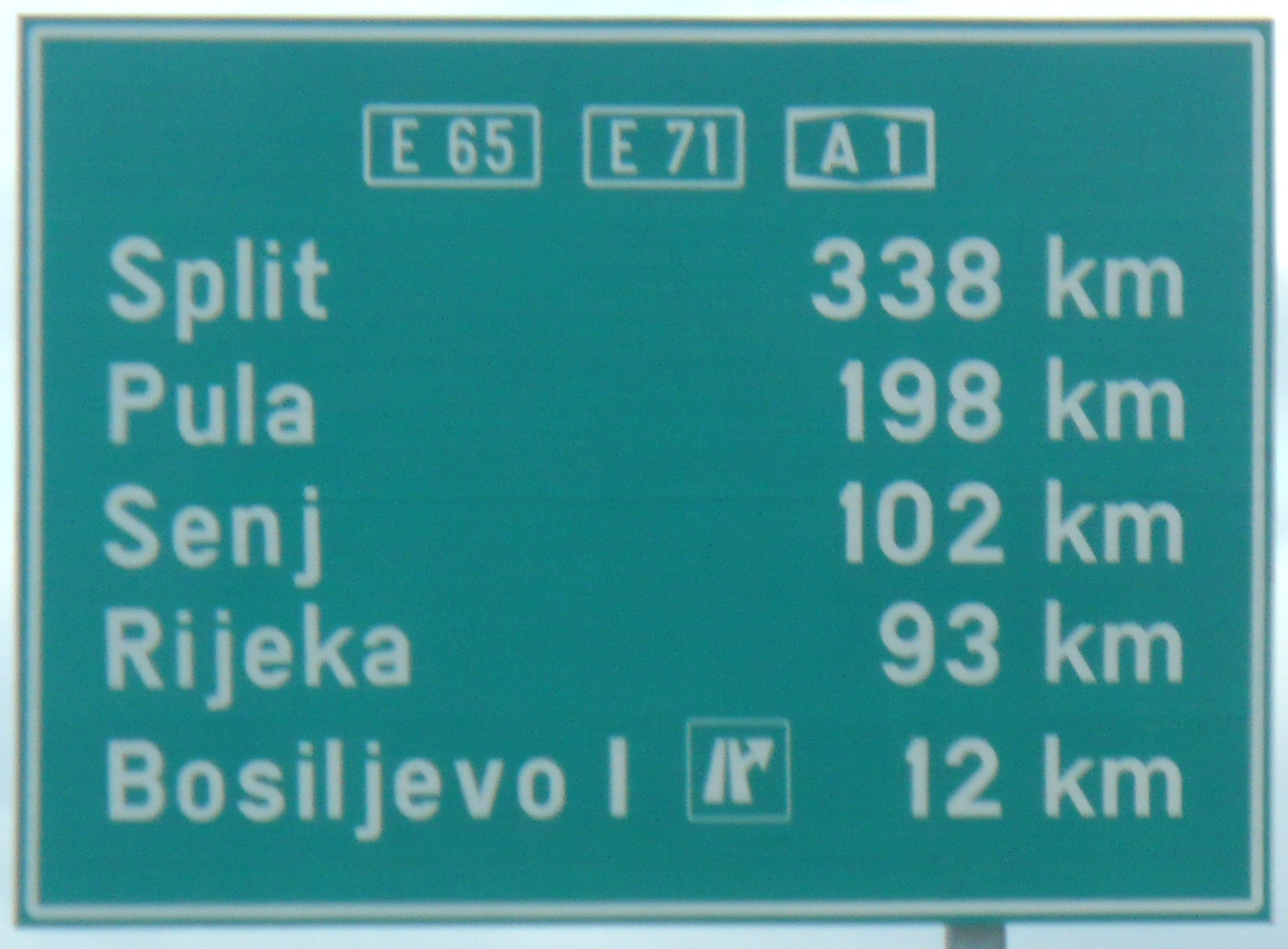
Croația
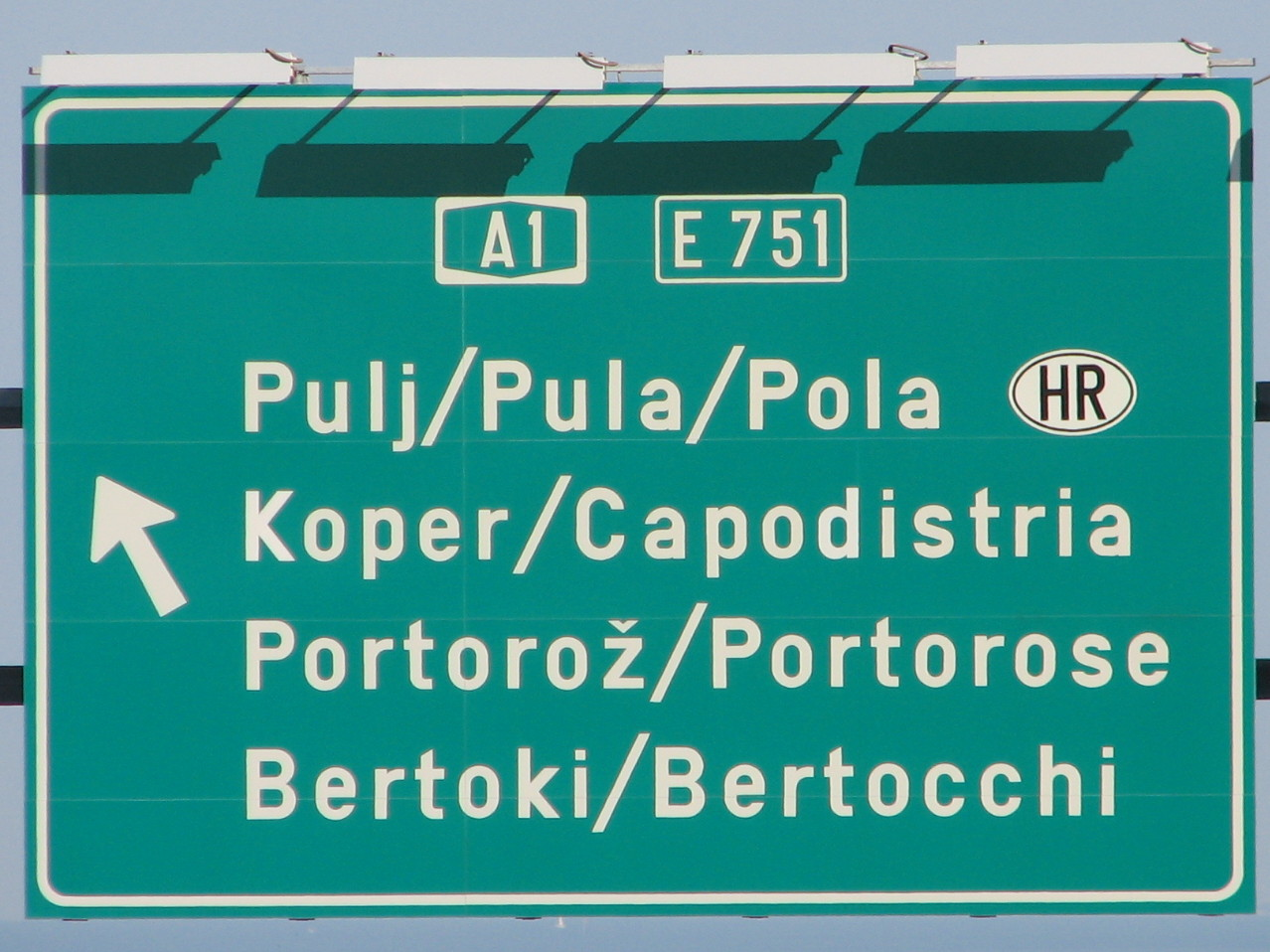
Slovenia
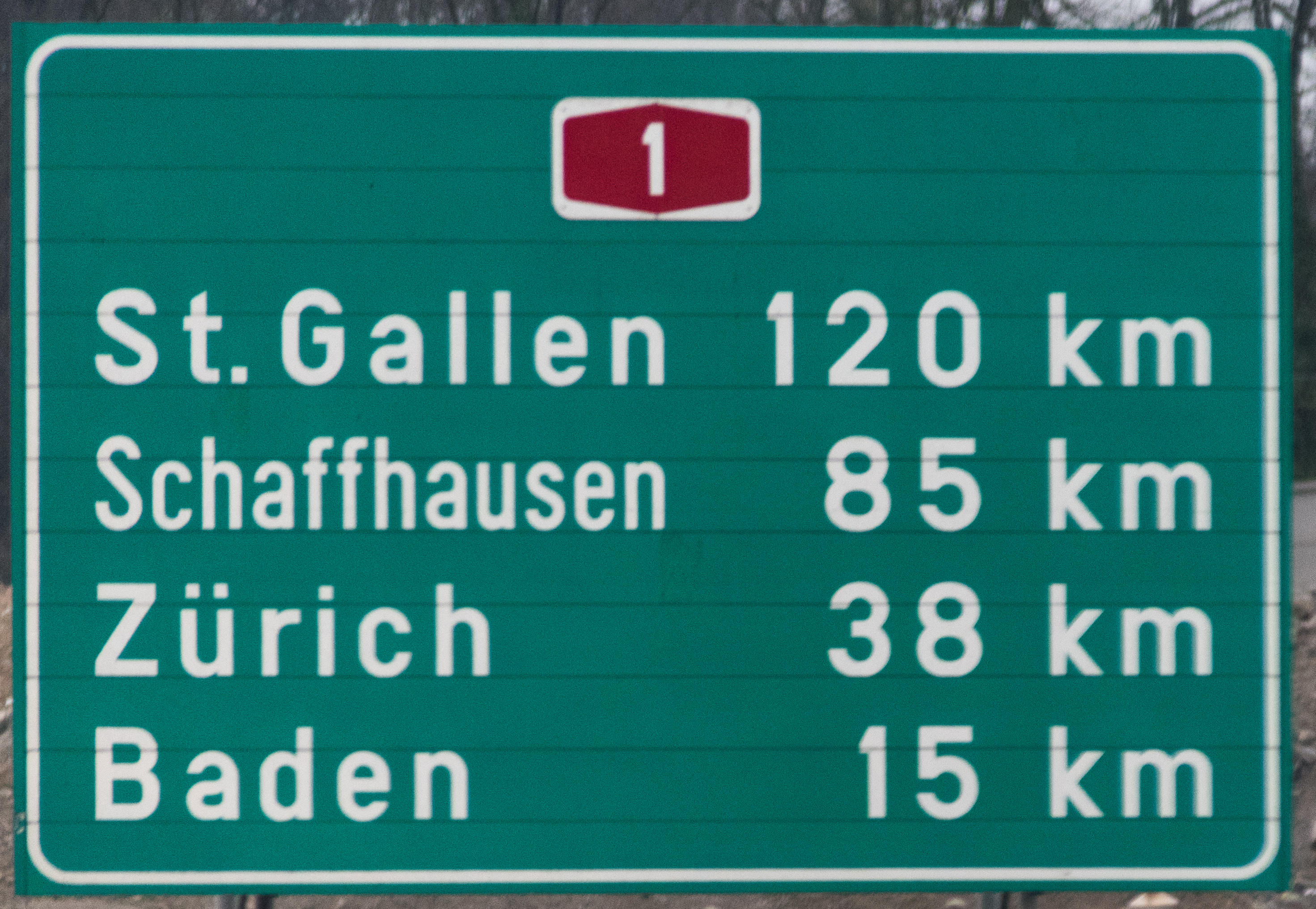
Elveția